# Tuul Gol
Il Tuul Gol (mongolo: Туул гол), o semplicemente Tuul o anche Tola, è un fiume della Mongolia centrale e settentrionale considerato sacro dagli
abitanti. È lungo 704 chilometri e ha un bacino di 49.840 km². È chiamato Duluo nel "Libro dei Sui". La "Storia segreta dei mongoli" (1240 A.C.) parla di una "foresta nera del fiume Tuul" dove sembra fosse situato il palazzo di Wang Khan (Gengis Khan visitò diverse volte il palazzo e in seguito ne divenne il proprietario).
La sorgente del Tuul si trova nel Parco Nazionale Gorhi-Tėrėlž (Горхи-Тэрэлж) tra i monti Hėntij; il fiume poi scorre verso sud lambendo la capitale Ulan Bator. Da qui il corso entra nel Parco Nazionale di Hustajn Nuruu. Sfocia nell'Orhon, affluente a sua volta della Selenga che si riversa nel lago Bajkal.
Dalla metà di novembre fino alla metà di aprile il fiume è generalmente congelato. Foreste di salici crescono lungo il corso del Tuul, e il fiume stesso è l'habitat di specie
endemiche di storioni.
Oggi il fiume soffre dell'inquinamento, causato in parte dai liquami smaltiti dalle centrali di Ulan Bator, ma anche dallo scarico di minerali pesanti prodotti nelle miniere d'oro della regione di Zaamar.